# Patrick Orth
Patrick Orth (* 1968 in Karlsruhe) ist ein deutscher Kameramann.
Orth studierte visuelle Kommunikation an der Hochschule für bildende Künste Hamburg. Seit Ende der 1990er Jahre ist er als Kameramann tätig.
Orth ist Gastdozent für Kamera an der Film- und Fernsehakademie Berlin und der Hamburg Media School. An der HMS betreut Patrick Orth seit 2010 in loser Folge die vorbereitenden "Layout-Drehs" der Filmstudenten.

## Filmografie (Auswahl)
- 2002: Bungalow
- 2003: Kleine Freiheit
- 2004: En Garde
- 2006: Sommer ’04
- 2006: Montag kommen die Fenster
- 2007: Karger
- 2009: Dutschke
- 2009: Deutschland 09 (Episode Die Unvollendete)
- 2011: Schlafkrankheit
- 2013: Verratene Freunde
- 2013: Gold
- 2015: Continuity
- 2016: Neu in unserer Familie – Zwei Eltern zu viel
- 2016: Neu in unserer Familie – Ein Baby für alle
- 2016: Toni Erdmann
- 2017: Prof. Wall im Bordell
- 2018: Idioten der Familie
- 2019: Morgen sind wir frei
- 2019: Die perfekte Kandidatin (The Perfect Candidate)
- 2019: Das freiwillige Jahr
- 2021: Gefangen
- 2022: Tatort: Die Rache an der Welt
- 2022: Der Barcelona-Krimi: Der längste Tag (Fernsehserie)
- 2022: Der Barcelona-Krimi: Der Riss in allem
- 2022: Da kommt noch was
- 2023: More Than Strangers
- 2023: Flunkyball
- 2023: Im toten Winkel